# Ironeus pulcher
Ironeus pulcher là một loài bọ cánh cứng trong họ Cerambycidae.